# Světový pohár v biatlonu 2022/2023 – Östersund
8. podnik Světového poháru v biatlonu v sezóně 2022/2023 se konal od 9. do 12. března 2023 ve švédském Östersundu. Na programu podniku byly vytrvalostní závody, závody s hromadným startem a ženské a mužské štafety.
V Östersundu se jezdí světový pohár každý rok. Naposledy se zde závodilo v prosinci 2021.

## Program závodů
Oficiální program:
| Datum      | Disciplína                       | Začátek (SEČ) | Počet závodníků |
| ---------- | -------------------------------- | ------------- | --------------- |
| 9. března  | Vytrvalostní závod (muži)        | 13:15         | 93              |
| 9. března  | Vytrvalostní závod (ženy)        | 16:20         | 91              |
| 11. března | Štafeta (ženy)                   | 14:00         | 15 týmů         |
| 11. března | Štafeta (muži)                   | 16:30         | 22 týmů         |
| 12. března | Závod s hromadným startem (ženy) | 13:00         | 30              |
| 12. března | Závod s hromadným startem (muži) | 16:00         | 30              |

## Průběh závodů
Do závodu mužů nenastoupili tři Norové z první čtyřky hodnocení Světového poháru – Johannes Thingnes Bø, Sturla Holm Laegreid a Tarjei Bø, když se všichni tři potýkali s nákazou covidem-19. Právě absence Laegreida zajistila vítězství v celkovém hodnocení Světového poháru a zisk čtvrtého velkého křišťálového glóbu Johannesi Thingnesi Bø.
Johannes Thingnes Bø a Tarjei Bø byli zapsáni do startovní listiny závodu s hromadným startem, ale nakonec v něm z výše uvedené trojice startoval jen  Sturla Holm Laegreid.

### Vytrvalostní závody
Závod žen probíhal za velkých mrazů a bezvětří na střelnici. S číslem 1 startovala Markéta Davidová, která první tři položky zastřílela čistě. Díky rychlejšímu běhu i rychlejší střelbě se však dostala před ní Italka  Lisa Vittozziová a později i její krajanka Dorothea Wiererová. Davidová při poslední položce nezasáhla dva terče a do cíle nakonec dojela třináctá. „Mrzí mě ta dvojka, ale měla jsem tak zmrzlé prsty, že jsem vůbec nic necítila,“ uvedla. Obě Italky zastřílely oproti Davidové bezchybně i poslední položku, ale Wiererová běžela v posledním kole rychleji a vyhrála s téměř půlminutovým náskokem. Pro Wiererovou to bylo patnácté individuální vítězství v kariéře, Vittozziová si pak druhým místem podruhé v kariéře zajistila zisk malého křišťálové glóbu za vytrvalostní závody. Třetí místo obsadila Němka Denise Herrmannová-Wicková, která nezasáhla jeden terč při první střelbě, ale pak nechybovala a rychlým během se propracovávala dopředu.

Z dalších českých reprezentantek se dařilo Lucii Charvátové, která udělala při prvních dvou střeleckých položkách po jedné chybě, ale pak střílela čistě a dojela na 26. místě. Tereza Voborníková se třemi nezasaženými terči skončila na 41 pozici, Jessica Jislová se dvěma chybami o deset míst za ní. Na 92., předposledním místě dojela Tereza Vinklárková, která udělala celkem  devět střeleckých chyb.
V závodě mužů se nejprve dostal do čela Nor Vetle Sjåstad Christiansen. Když však při druhé střelbě nezasáhl jeden terč, posunul se před něj Němec Benedikt Doll. Ten nakonec jako jediný závodník zastřílel všechny položky čistě a i díly rychlému běhu zvítězil o více než minutu – jednalo se o jeho čtvrté individuální vítězství a první ve vytrvalostním závodě. Christiansen pak střílel bezchybně, ale totéž se dařilo i Italovi Tommaso Giacomelovi, který jel sice v posledním kole pomaleji, ale i tak se mu podařilo dojel do cíle o 1,6 vteřiny před Norem a poprvé v kariéře vystoupal v nekolektivním závodě na stupně vítězů. Christiansen třetím místem při absenci Johannese Bø získal křišťálový glóbus za vytrvalostní závod.

Michal Krčmář se po druhé střelbě udržoval na čtvrté průběžné pozici, ale pak nezasáhl celkem dva terče a  dojel na 13. místě. Jakub Štvrtecký běžel rychleji než Krčmář, ale udělal o jednu střeleckou chybu více a skončil dvacátý. Střelecky se dařilo Jonáši Marečkovi, který chyboval jen jednou, ale běžel pomalu. Konečné 32. místo však bylo jeho nejlepším umístěním ve světovém poháru v kariéře. Z dalších českých biatlonistů obsadil 48. pozici Adam Václavík; o osm míst pak byl horší Tomáš Mikyska.

### Štafety
Ve štafetě žen se zpočátku držela s malým náskokem v čele Francie, pak převzalo její pozici Německo. Obě tyto země jely spolu až do předposlední střelby, kdy Němka Denise Herrmannová-Wicková musela třikrát dobíjet, a tak Marte Olsbuová Røiselandová získala 20vteřinový náskok, se kterým dojela do cíle. Herrmannovou pak předstihla lépe střílející Francouzka Anaïs Chevalierová-Bouchetová, která druhým místem vybojovala pro Francii malý křišťálový glóbus v ženských štafetách a první od sezóny 2011/2012.

Za český tým startovala nejdříve Jessica Jislová, která dobře střílela, ale vinou pomalejšího běhu předávala až na 11. místě. Tereza Voborníková pak vylepšila českou pozici na sedmé místo a Markéta Davidová na šesté. Lucie Charvátová přebírala štafetu s náskokem přes 20 sekund na sedmé místo. Musela ale třikrát dobíjet, zatímco za ní jedoucí Rakušanka Anna Gandlerová ani jednou. Proto ji Gandlerová dojela a v polovině finálového kola ji předjela. Charvátová se jí držela a v cílové rovině nastoupila, ale předjet ji už nedokázala a dojela o 0,4 vteřiny sedmá.
V mužském závodě se Michal Krčmář dostal na prvním úseku brzy do čela. Vstoje i vleže zasáhl všechny terče a předával první, i když s minimálním náskokem. Tomáš Mikyska na druhém úseku však nezasáhl šest terčů, jel jedno trestné kolo a klesl na 13. místo. Jakub Štvrtecký tuto pozici nevylepšil, až Jonáš Mareček běžel a střílel rychleji a dovezl českou štafetu na 11. místě. Mezitím se od druhého úseku střídala v čele norská a švýcarská štafeta. Pak ale švýcarský tým klesl až na konečné sedmé místo a za Norsko se zařadila Francie. Fabien Claude sice musel po poslední střelbě na trestné kolo, ale vzhledem k horší střelbě ostatních týmů druhou pozici v cíli udržel. Třetí dojela zlepšující se německá štafeta. Vítězem disciplíny se pošesté v řadě stalo Norsko, které vyhrálo všechny bodované mužské štafety v sezóně.

### Závody s hromadným startem
V ženském závodě se Markéta Davidová držela ve vedoucí skupině. Obě položky vleže zastřílela čistě a jela s náskokem pátá. Při třetí střelbě však jako jediná z vedoucí pětice chybovala, musela na dvě trestná kola a klesla na 15. pozici. Poslední střelbu vstoje zvládla čistě a posunula se o čtyři místa dopředu. V posledním kole předjela dvě závodnice, ale v cílové rovině už nedokázala zasprintovat a skončila jedenáctá.
V čele se po třetí střelbě udržovala s malým náskokem Francouzka Julia Simonová. Při poslední střelbě však nezasáhla poslední terč, a tak se před ní dostala Italka Dorothea Wiererová, která v posledním kole ještě zvýšila náskok před druhou Francouzkou Lou Jeanmonnotovou. Simonová už nezrychlila a dojela třetí.
Také v závodě mužů se český reprezentant Michal Krčmář pohyboval ve vedoucí skupině. První dvě položky zastřílel čistě a do třetího kola odjížděl na čtvrtém místě. Chvílemi jel druhý na čele skupiny, která pronásledovala vedoucího Vetle Sjåstada Christiansena. Také třetí střelbu zvládl Krčmář čistě a vedl čtyřčlennou skupinu pronásledovatelů. Všichni tito biatlonisté včetně Krčmáře však při poslední střelbě aspoň jednou chybovali, a tak bezchybně střílející Christiansen odjížděl do posledního kola s téměř půlminutovým náskokem. Za ním jel druhý Švýcar Sebastian Stalder před Francouzem Éricem Perrotem. Krčmář byl šestý, ale brzy předjel Nora Filipa Fjelda Andersena a bojoval s Stalderem. Před něj se sice na posledním úseku dostal, ale k dvojici před ním, kterou tvořil nakonec druhý Nor Johannes Dale a třetí Perrot, se nepřiblížil a dojel čtvrtý. Přesto to byl pro něj nejlepší individuální výsledek v této sezóně. Také pro Perrota bylo třetí místo úspěchem, protože se tak poprvé v kariéře dostal na stupně vítězů ve světovém poháru.

## Umístění na stupních vítězů

### Muži
| Disciplína                        | První místo                                                                   | Výkon                                                     | Druhé místo                                                        | Výkon                                         | Třetí místo                                                   | Výkon                                                     |
| Vytrvalostní závod (20 km)        | Benedikt Doll                                                                 | 48:43,4 (0+0+0+0)                                         | Tommaso Giacomel                                                   | 49:52,5 (0+1+0+0)                             | Vetle Sjåstad Christiansen                                    | 49:54,1 (0+1+0+0)                                         |
| Štafeta (4x7,5 km)                | NorskoEndre Strømsheim Vebjørn Sørum Johannes Dale Vetle Sjåstad Christiansen | 1:09:12,4 (0+1) (0+1) (0+1) (0+0) (0+2) (0+1) (0+1) (0+0) | FrancieOscar Lombardot Antonin Guigonnat Éric Perrot Fabien Claude | 1:09:34,9 (0+0) (0+3) (0+0) (0+2) (0+0) (0+0) | NěmeckoRoman Rees Johannes Kühn Philipp Nawrath Benedikt Doll | 1:09:49,8 (0+0) (0+0) (0+0) (1+3) (0+0) (0+2) (0+0) (0+2) |
| Závod s hromadným startem (15 km) | Vetle Sjåstad Christiansen                                                    | 35:17,0 (0+0+0+0)                                         | Johannes Dale                                                      | 35:26,1 (0+0+0+1)                             | Éric Perrot                                                   | 35:29,3 (0+1+0+0)                                         |

### Ženy
| Disciplína                          | První místo                                                                                   | Výkon                                                     | Druhé místo                                                                                  | Výkon                                                     | Třetí místo                                                                                    | Výkon                                         |
| Vytrvalostní závod (15 km)          | Dorothea Wiererová                                                                            | 41:19,6 (0+0+0+0)                                         | Lisa Vittozziová                                                                             | 41:45,1 (0+0+0+0)                                         | Denise Herrmannová-Wicková                                                                     | 42:58,4 (1+0+0+0)                             |
| Štafeta (4x6 km)                    | NorskoJuni Arnekleivová Ida Lienová Ingrid Landmark Tandrevoldová Marte Olsbuová Røiselandová | 1:08:00,7 (0+0) (0+2) (0+0) (0+1) (0+0) (0+0) (0+1) (0+0) | FrancieLou Jeanmonnotová Chloé Chevalierová Caroline Colombová Anaïs Chevalierová-Bouchetová | 1:08:15,9 (0+1) (0+0) (0+1) (0+1) (0+0) (0+2) (0+2) (0+0) | NěmeckoJanina Hettichová-Walzová Hanna Kebingerová Vanessa Voigtová Denise Herrmannová-Wicková | 1:08:27,9 (0+0) (0+2) (0+0) (0+0) (0+3) (0+2) |
| Závod s hromadným startem (12,5 km) | Dorothea Wiererová                                                                            | 31:58,5 (0+0+0+0)                                         | Lou Jeanmonnotová                                                                            | 32:04,8 (0+0+0+0)                                         | Julia Simonová                                                                                 | 32:09,6 (0+0+0+1)                             |

## Pořadí zemí
| Pořadí | Země    | 1. místo | 2. místo | 3. místo | Celkově |
| ------ | ------- | -------- | -------- | -------- | ------- |
| 1.     | Norsko  | 3        | 1        | 1        | 5       |
| 2.     | Itálie  | 2        | 2        | 0        | 4       |
| 3.     | Německo | 1        | 0        | 3        | 3       |
| 3.     | Francie | 0        | 3        | 2        | 5       |
|        | Celkem  | 6        | 6        | 6        | 18      |